# Шомфаи, Элемер
Элемер Шомфаи (венг. Somfay Elemér; 28 августа 1898, Будапешт — 15 мая 1979, Будапешт) — венгерский легкоатлет и пятиборец, призёр Олимпийских игр.
В 1924 году на Олимпийских играх в Париже завоевал серебряную медаль в легкоатлетическом пятиборье, в десятиборье же наград не заработал.
В 1932 году принял участие в Олимпийских играх в Лос-Анджелесе, где выступил на соревнованиях уже по современному пятиборью, но стал лишь седьмым.